# Martín Puye
Martín Puye Topepé (Baney, Bioko, 1940 – Malabo, Bioko, 14 de julio de 1998) fue un político ecuatoguineano vinculado al Movimiento para la Autodeterminación de la Isla de Bioko (MAIB).

## Biografía
Frecuentó la escuela elemental en su aldea natal, Baney.
En 1961 emigró a España para finalizar los estudios de electromecánica cerca del Centro n.º 1 de Formación Profesional Acelerada de Madrid. A mitad de los años sesenta creó la empresa PUYGASA (Puye y Gabilondo, S.A.) en la rama de la electromecánica. Esta compañía participó en la electrificación de una parte de Malabo.
Su actividad política se intensificó a partir de los años ochenta, cuando fue elegido alcalde de Baney, cargo que debió abandonar por no seguir la línea política del régimen de Teodoro Obiang.
En 1993 fue miembro y fundador del Movimiento para la Autodeterminación de la Isla de Bioko (MAIB), firmante del "Manifiesto Bubi de 1993" y miembro-portavoz de la Junta Representativa, máximo órgano de este movimiento.
Fue detenido tras los hechos del 21 de enero de 1998, condenado a 26 años de cárcel en la prisión Playa Negra donde murió a mano de las fuerzas gubernamentales el 14 de julio de 1998. Se produjeron protestas en el ámbito político español tras su muerte, convocándose en Madrid una concentración en su memoria.